# Horperath
Horperath ist eine Ortsgemeinde im Landkreis Vulkaneifel in Rheinland-Pfalz. Sie gehört der Verbandsgemeinde Kelberg an.

## Geographische Lage
Der Ort liegt in der Eifel.
Zu Horperath gehört auch der Wohnplatz Haus Hölzer.

## Politik

### Bürgermeister
Heinz-Peter Reuter ist Ortsbürgermeister von Horperath.
Er wurde im Juli 2024 vom Gemeinderat wiedergewählt.

### Wappen
| Wappen von Horperath | Blasonierung: „Von Silber über Rot geteilt, oben ein schwarzes Balkenkreuz, unten 3 (2:1) goldene Kugeln.“ |
| Wappen von Horperath | |